# Tienraijse en Swolgenderheide
De Tienraijse en Swolgenderheide is een groot bos ten zuiden van de plaatsen Tienray en Swolgen in de provincie Limburg. Het bos grenst aan de oostkant aan het Natuurgebied het Schuitwater.

## Ontstaan van het gebied
Heidegebied bij het dorp Swolgen. De zandgronden zijn samen met de schuitwaters lange tijd particulier bezit geweest als jachtterrein.

## Het landschap
Het landschap bestaat uit een natuurreservaat met sterke afwisseling van bodemsoorten. Opvallende overgang van hoge zandgrond en heide naar de oude Maasmeander, moeras en open water. Sommige dennenakkers worden weer ontwikkeld tot heide. Het reservaat is rijk aan reptielen, paddenstoelen en vogels, waaronder de zeldzame nachtzwaluw.

## Wandelingen
Er zijn door de gemeente en Staatsbosbeheer diverse boswandelingen uitgezet. Een daarvan is de Stempel van de Maas.